# Acanthodelta bergeri
Acanthodelta bergeri är en fjärilsart som beskrevs av Emilio Berio 1954. Acanthodelta bergeri ingår i släktet Acanthodelta och familjen nattflyn. Inga underarter finns listade i Catalogue of Life.